# The Concerts in China (tour)
The Concerts in China è stato un tour del musicista francese Jean-Michel Jarre, svoltosi interamente in Cina nel 1981, con due date a Pechino (21 e 22 novembre) e tre a Shanghai (26-27-28). Jarre fu, con questo tour, il primo musicista di origini occidentali a suonare nella Cina post-comunista, dopo il regime di Mao Tse Tung. In totale, assistettero alle esibizioni circa 120.000 persone.
I concerti vennero registrati e commercializzati sul mercato. A causa della bassa qualità sonora delle registrazioni, queste vennero ri-masterizzate e riunite nel doppio album The Concerts in China. Nel 1989, inoltre, venne realizzata una videocassetta con un documentario e varie clip provenienti dai vari concerti.

## Tracklist

### Primo concerto a Pechino
- Oxygene 1
- Oxygene 2
- Equinoxe 8
- Fishing Junks at Sunset
- Magnetic Fields 1
- Magnetic Fields 2

### Concerti seguenti
- The Overture
- Arpegiator
- Equinoxe 4
- Fishing Junks at Sunset
- Band in the Rain
- Equinoxe 7
- Orient Express
- Magnetic Fields 1
- Magnetic Fields 3
- Magnetic Fields 4
- Laser Harp
- Night in Shanghai
- The Last Rumba
- Magnetic Fields 2
- Souvenir de chine